# Brignac (Morbihan)
Brignac en idioma francés y oficialmente, Brennieg en bretón,  es una localidad y comuna francesa en la región administrativa de Bretaña, en el departamento de Morbihan. 
Sus habitantes reciben el gentilicio de Brignacois.

## Demografía
| 447 | 390 | 355 | 287 | 240 | 224 |
| Para los censos de 1962 a 1999 la población legal corresponde a la población sin duplicidades (Fuente: INSEE [Consultar]) |     |     |     |     |     |